# Циганска кула
Циганската кула (на гръцки: Κάστρο Μανδρακίου) е средновековна крепост, разположено във валовищкото село Мандраджик (Мандраки), Северна Гърция.

## История
В 1894 година Густав Вайганд в „Аромъне“ пише: „стигнахме по добъръ пѫть въ околностьта на селото Мандраджикъ. Посрѣдъ така наречената циганска кула стигнахме въ селото. Пространството на тази кула има квадратна форма и е обработено съ една стѣна, широка до единъ метръ, а висока отъ 2—5 метра. Въ нѣкои мѣста се виждатъ слѣди отъ прозорци, но никакви украшения се не забѣлѣзватъ, нито пъкъ надписи. Хората си разправятъ, че тукъ нѣкога е живѣлъ циганския кралъ.“
Крепостта е от късновизантийския период. Днес стената е част от оградата на селските гробища.